# Srŏk Dâmbê
Srŏk Dâmbê är ett distrikt i Kambodja. Det ligger i provinsen Tboung Khmum, i den sydöstra delen av landet, 120 km öster om huvudstaden Phnom Penh.